# USS New Mexico (BB-40)
Pour les autres navires du même nom, voir USS New Mexico.
L’USS New Mexico (BB-40) était un cuirassé américain entré en service dans l'United States Navy à la fin de la Première Guerre mondiale.

## Conception et construction
La classe New Mexico est une série de trois cuirassés conçus en 1915. Cette classe fait suite aux améliorations depuis les classes Nevada et Pennsylvania construites précédemment.
La quille du New Mexico est posée aux chantiers de Brooklyn le 14 octobre 1915 et le lancement a lieu le 13 avril 1917 en présence de la fille du gouverneur de l'État du Nouveau-Mexique, le navire étant baptisé en l'honneur de cet état. Il entre en service en mai 1918.

## Service

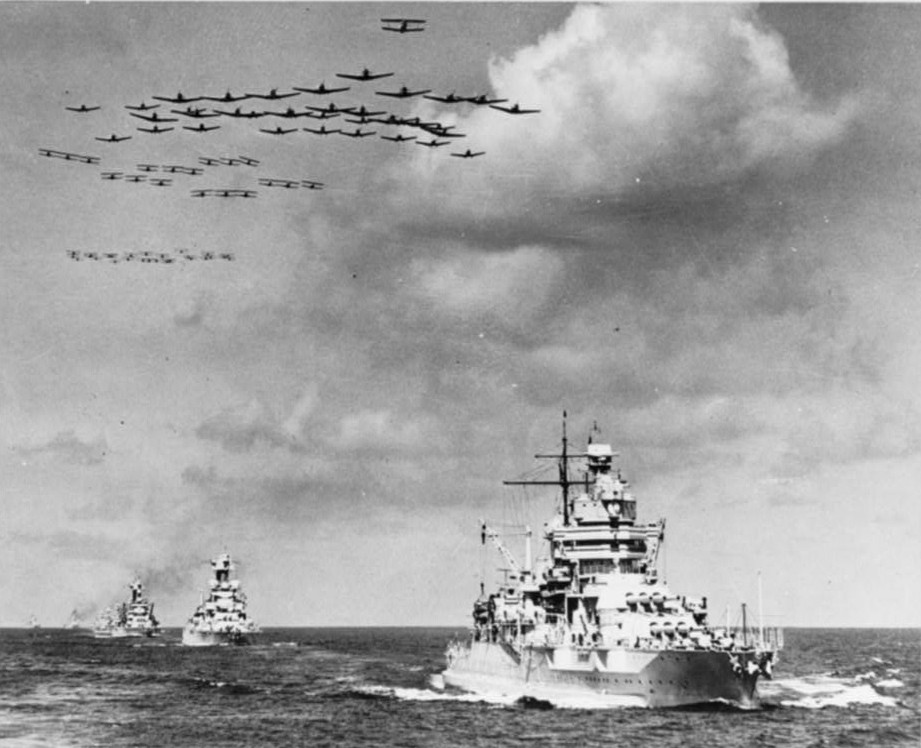
Le New Mexico suivi d'un cuirassé de la classe Colorado survolé par un Carrier Air Wing de la flotte du Pacifique en septembre 1940.

Malgré son entrée en service début 1918 le navire ne prendra pas part aux opérations de la Première Guerre mondiale. Il escorte en 1919 le George Washington, navire du président Wilson de retour de la Conférence de paix de Paris. Il est assigné à la flotte de l'Atlantique et passe les années 1920 à effectuer des exercices aux Antilles ou en Atlantique. En mars 1931, il est mis en cale sèche pour une modernisation qui durera jusqu'en janvier 1933 et permettra notamment l'installation supplémentaire de huit canons antiaériens de 127 mm. De retour dans le service actif, il est cette fois assigné à la flotte du Pacifique.
En avril 1941, il est consigné aux patrouilles de la côte est américaine. Le 10 décembre 1941, trois jours après l'attaque de Pearl Harbor, de retour vers le Pacifique, le New Mexico entre en collision avec le cargo américain Oregon qui sombre rapidement. Il retourne en cale sèche à San Francisco pour recevoir de nouvelles installations antiaériennes en mai 1942 puis repart pour Hawaï en août 1942. Il escorte un convoi de transport de troupes vers les îles Fidji entre décembre 1942 et mars 1943. Au cours de l'été 1943, le New Mexico prend part à la Campagne des îles Aléoutiennes en assurant un blocus de l'île Attu et le bombardement de l'île Kiska. En octobre, le New Mexico participe à l'assaut sur les îles Gilbert.
Début 1944, l'USS New Mexico est envoyé aux îles Marshall pour participer à l'invasion de ces îles. Puis en mai, il est envoyé aux Mariannes pour participer à l'opération Forager. En juin 1944, le New Mexico bombarde Saipan et Guam, avant de revenir sur Guam en juillet pour la bataille de Guam. À l'occasion de cette bataille, c'est le New Mexico qui ouvre les hostilités en bombardant les défenses côtières de l'île. Révisé au Bremerton Navy Yard sur le côte ouest américaine d'août à octobre, il repart vers le Pacifique pour escorter des convois vers Leyte et les Palaos.
Début 1945, alors qu'il fait partie du Battleship Squadron 1 , il prend part à l'invasion de Luçon sous d'incessantes attaques de kamikazes. Ainsi le 6 janvier 1945 un kamikaze percute le pont du navire provoquant la mort de 31 officiers et marins dont le commandant du navire et le lieutenant-general Herbert Lumsden, représentant personnel de Winston Churchill auprès du général Douglas MacArthur. Malgré des dégâts importants, le New Mexico continue d'assurer ses bombardements jusqu'à fin janvier. Après réparation au port de Pearl Harbor, le New Mexico est envoyé en mars 1945 à la bataille d'Okinawa où il coule huit « navires-suicides », le 11 mai. Le 12 mai, il subit l'attaque de deux avions kamikazes qui l'endommagent fortement, faisant 54 morts et 119 blessés et provoquant un incendie d'une heure et demie. Il est envoyé en réparation à Leyte afin de participer à l'opération Downfall. Il sera présent en baie de Tokyo pour la capitulation du Japon le 2 septembre 1945.
Le navire a été désarmé à Boston le 19 juillet 1946 et vendu pour la ferraille le 13 octobre 1947.